# Stapelholmer Kaserne
Die Stapelholmer Kaserne bei Seeth im Kreis Nordfriesland war eine Garnison der Bundeswehr von 1965 bis 2015. Sie beherbergte zunächst hauptsächlich Nachschub- und Transporteinheiten des Territorialkommandos Schleswig-Holstein. Später waren auch Verbände der Bundesmarine sowie des Sanitätsdienstes hier stationiert. Sie umfasste 42,39 Hektar. Nach der Aufgabe der Liegenschaft durch die Bundeswehr erfolgt eine Nutzung von Teilen des Geländes als Flüchtlingsunterkunft. Auch für die anderen Bereiche der Kaserne ist eine zivile Konversion in Planung.

## Planung, Bau und Stationierungsgeschichte
Mit der Himmeroder Denkschrift und der Errichtung des Amtes Blank begann Anfang der 1950er Jahre in der Bundesrepublik der Aufbau neuer Streitkräfte. Zur Unterbringung der Einheiten der Bundeswehr wurden geeignete Flächen für die Errichtung neuer Kasernenanlagen gesucht. Es bestand zudem die Möglichkeit, dass sich interessierte Gemeinden um einen Standort bewerben konnten. Auch der Bürgermeister von Friedrichstadt bemühte sich bereits 1954 um die Stationierung der Bundeswehr in einem Kasernenneubau. Im Rahmen erster Erkundungen stellte sich jedoch heraus, dass sich das Gemeindegebiet als Baugrund für mehrstöckige Gebäude mit Unterkellerung bzw. Schutzbunkern nicht eignet. Daraufhin wurde der Bürgermeister der Gemeinde Seeth aktiv und schlug dem Bundesverteidigungsministerium als neuen Standort die Krelauer Heide vor und die Entscheidung fiel schließlich zugunsten dieses Areals. Nachdem der Grunderwerb abgeschlossen war, begannen im Juni 1962 die Bauarbeiten zur Errichtung der Kaserne an der Bundesstraße 202. Die südliche Grenze des Kasernenareals bildet die ehemalige Trasse der Schleswiger Kreisbahn. Zugleich wurden 136 Wohnungen für Familien der Bundeswehrsoldaten in Friedrichstadt in der Dithmarscher Straße und Süderstapel im Heesenweg gebaut. Mitte 1965 war die neue Truppenunterkunft fertiggestellt.

### Stationierungen unter den Heeresstrukturen 2 und 3
Am 6. September 1965 zog ein Vorkommando des Nachschubbataillons 610 in die Kaserne bei Seeth ein, um den ab 1. Oktober 1965 vorgesehenen Umzug der bisher in der Hanseaten-Gallwitz-Kaserne in Itzehoe und in der Wagrien-Kaserne Putlos stationierten Einheiten vorzubereiten.
Als eine der ersten Einheiten verlegte am 23. September 1965 die Ausbildungskompanie 18/I, die am 1. April 1961 in Putlos gebildet worden war, von der Wagrien-Kaserne in den neuen Standort bei Seeth. Die Kompanie wurde hier zum 31. Dezember 1972 aufgelöst.
Mit dem Einzug des Nachschubbataillons 610 wurde ein Teil seiner Einheiten ausgegliedert und aus ihnen am 1. Oktober 1965 das Transportbataillon 630 gebildet, das nunmehr ebenfalls in der Kaserne in Seeth beheimatet war. 1968 folgte die Umgliederung zum gemischten Transportbataillon 630. Zum 30. September 1975 wurde es aufgelöst und größtenteils in das Nachschubbataillon 610 wieder eingegliedert.
Die am 1. Januar 1963 als Geräteeinheit geschaffene Reservelazarettgruppe 6102 wurde ebenfalls in der neuen Kaserne bei Seeth eingelagert. Sie erfuhr ihre Auflösung zum 31. Dezember 1997.
Am 5. März 1966 erhielt die Garnison ihren Namen „Stapelholmer Kaserne“, nachdem sich der Stapelholmer Heimatbund für eine Abweichung von der damaligen traditionellen Benennung der Truppenunterkünfte der Bundeswehr nach Personen eingesetzt hatte.
1972 wurde in der Stapelholmer Kaserne die 3./Instandsetzungsbataillon 630 stationiert, die zum 1. Oktober 1975 in 4./Instandsetzungsbataillon 610 (teilaktiv) umbenannt und nach dem Ende des Kalten Krieges zum 31. März 1997 aufgelöst wurde.
Am 1. Oktober 1972 wurde das Nachschubausbildungszentrum 610 in der Stapelholmer Kaserne aufgestellt. Es verblieb hier bis zum 30. September 1980. Es wurde am folgenden Tag nach Heide verlegt und in Nachschubausbildungszentrum 600 umbenannt.
Die im März 1972 aus dem schweren Transportbataillon 955 in Putlos aufgestellte 6./Transportbataillon 601 verlegte am 23. März 1972 zunächst in die Wulf-Isebrand-Kaserne nach Heide. Am 2. Februar 1976 kam es in seinen neuen Standort Seeth in die Stapelholmer Kaserne. Hier erlebte es zum 1. Oktober 1980 seine Umbenennung in die 6./Transportbataillon 610 sowie die Auflösung am 31. März 1994.
Am 1. April 1977 wurden aus dem in der Wulf-Isebrand-Kaserne beheimateten Feldmarschbataillon 601 die 3., 4. und 5. Kompanie des ABC-Abwehrbataillons 610 als Geräteeinheiten aufgestellt und in der Stapelholmer Kaserne in Seeth eingelagert. Die 3. und 4. Kompanie wurden am 1. Oktober 1987 in die Dithmarsen-Kaserne verlegt und dort am 1. April 1993 zu aktiven Kompanien umgegliedert, jedoch am 31. Dezember 2007 aufgelöst. Die 5. Kompanie wurde zum 31. März 1980 wieder außer Dienst gestellt.

### Stationierungsänderungen unter der Heeresstruktur 4
Am 1. Oktober 1980 wurde die Nachschubausbildungskompanie 607 in der Stapelholmer Kaserne gebildet. Sie verblieb hier bis zu ihrer Auflösung zum 31. März 1994.
Das als Geräteeinheit am 1. Oktober 1980 im Zuge der Heeresstruktur 4 aufgestellte und dem Territorialkommando Schleswig-Holstein unterstellte Nachschubbataillon 620 war zunächst im Mobilmachungsstützpunkt Wimmersbüll in der Gemeinde Süderlügum eingelagert, bevor es in den Mobilmachungsstützpunkt der Stapelholmer Kaserne 1992 kam. Das Bataillon wurde schließlich 1996 aufgelöst.
Die am 1. Oktober 1982 als Geräteeinheit in der Stapelholmer Kaserne gebildete AC-Kampfmitteluntersuchungsstelle 6000 verlegte 1987 in die Dithmarsen-Kaserne nach Albersdorf, wo sie zum 31. März 1993 aufgelöst wurde.
Die Fahrschulgruppe Seeth bestand vom 1. Januar 1986 bis zum 31. März 1994.
1988 verlegte das Jägerbataillon 712 (Geräteeinheit) des Heimatschutzregiments 71 vom Mobilmachungsstützpunkt des Fla-Schiessplatzes Todendorf nach Seeth und wurde hier in den Mobilmachungsstützpunkt der Stapelholmer Kaserne eingelagert. 1996 wurde das Bataillon aufgelöst.
In den 1980er Jahren war außerdem der Umschlagsbetriebszug 6000 als Geräteeinheit in der Stapelholmer Kaserne stationiert.

### Entwicklung ab der Heeresstruktur 5 seit 1990
Am 1. April 1994 wurde im Zuge der Heeresstruktur 5 aus dem bisherigen in der Wulf-Isebrand-Kaserne in Heide stationierten Transportbataillon 610 und dem zum 31. März 1994 aufgelösten Nachschubbataillon 610 das neue Transportbataillon 610 mit 7 Kompanien in der Stapelholmer Kaserne aufgestellt. Doch bereits am 15. März 1995 fiel die Entscheidung zur Auflösung des Bataillons, die sich schrittweise vollzog. Am 22. März 1996 erfolgte für das Bataillon der Außerdienststellungsappell und es wurde zum 31. März 1997 außer Dienst gestellt, wobei am 14. Oktober 1996 die letzte noch verbliebene Kompanie, die 1./Transportbataillon 610, nach Neumünster in die Scholtz-Kaserne verlegt worden war.
Ebenfalls am 1. April 1994 wurde die Nachschubausbildungskompanie 10/6 gebildet, die jedoch bereits zum 28. Februar 1996 wieder außer Dienst gestellt wurde.
Das am 1. April 1983 in Hohenlockstedt im Mobilmachungsstützpunkt gebildete Lazarett 6147 (Geräteeinheit) wurde 1994 in die Stapelholmer Kaserne bei Seeth eingelagert. Zum 30. September 1996 wurde es aufgelöst.
Das am 1. April 1991 aus Teilen des Küstenverteidigungsregimentes 18 der NVA in Rostock gebildete teilaktive Marinesicherungsbataillon 3 verlegte 1996 in die Stapelholmer Kaserne in Seeth, wo es zum 30. September 2001 aufgelöst wurde.
Aus dem am 30. September 1998 aufgelösten Marinetransportbataillon 1 wurde am 1. Oktober 1998 in der Stapelholmer Kaserne die Marinetransportkompanie Nord aufgestellt, die zum 30. Juni 2002 ihren Dienst beendete.
Das Kraftfahrausbildungszentrum Seeth wurde ebenfalls am 1. Oktober 1998 geschaffen, jedoch zum 31. März 2011 wieder aufgelöst.
Am 1. Juli 2003 wurde das Logistikbataillon 162 mit sechs Kompanien in der Stapelholmer Kaserne aus dem bisherigen Luftwaffenversorgungsbataillon 7 und weiteren Einheiten aufgestellt. Es wurde am 1. Juli 2007 in die Rantzau-Kaserne nach Boostedt verlegt und dort zum 30. Juni 2015 außer Dienst gestellt.
Das am 1. Juni 2003 aus dem Sanitätsregiment 6 in der Freiherr-von-Fritsch-Kaserne in Breitenburg gebildete Lazarettregiment 11 verlegte am 1. Oktober 2007 in die Stapelholmer Kaserne, wo es schließlich am 30. Juni 2015 aufgelöst wurde. Ab dem 1. April 2007 gehörten zum Lazarettregiment 11 auch die Verstärkungsreserven Einsatzlazarette 111 und 112.

### Weitere Stationierungen
Zur medizinischen Versorgung war in der Stapelholmer Kaserne vom 1. Juli 1972 bis zum 30. September 1996 der Sanitätsbereich 11/4 mit Material ausgestattet. Der Truppenarzt Seeth war vom 1. April 1984 bis zum 31. Oktober 1996 hier stationiert. Das Marinestandortsanitätszentrum Seeth wurde am 1. Juli 1996 eingerichtet und zum 31. März 2005 wieder aufgelöst. Vom 1. Juli 2004 bis zum 30. September 2015 bestand das Sanitätszentrum Husum Teileinheit Seeth. Zudem war die Sanitätsstaffel Seeth vom 1. Juli 2004 bis zum 30. September 2015 in der Kaserne stationiert. Die Zahnstation (Terr) H 117 war vom 1. Juli 1973 bis zum 31. März 1981 am Standort. Die Zahnarztgruppe 104/3 wurde am 1. April 1981 gebildet und bestand hier bis zum 30. September 1996. Es war die Standortfernmeldeanlage 120/314 eingerichtet. Der Datenfernübertragungstrupp 600/2 war in der Kaserne stationiert. Vom 1. April 1981 bis zum 30. September 1994 war der Dienstposten des Kasernenfeldwebels mit Standortaufgaben Seeth in der Kaserne beheimatet. Der Standortfeldwebel Seeth war vom 1. Oktober 1994 bis 31. März 1999 eingesetzt. Der Standortälteste Seeth verfügte zwischen dem 1. Oktober 1994 bis zum 30. Juni 2015 über Unterstützungspersonal. Auf dem angrenzenden Standortübungsplatz Seeth „Krelauer Heide“ war die Übungsschießanlage Fliegerabwehr aller Truppen 111/3 vom 1. Oktober 1975 bis zum 31. Dezember 2009 geschaffen. Die Standortverwaltung Husum hatte eine Außenstelle Seeth in der Kaserne errichtet.

### Aufgabe der Kaserne durch die Bundeswehr
Mit der Stationierungsentscheidung 2011 kam das Aus für die Stapelholmer Kaserne als Bundeswehrstandort.

## Konversion

### Initiativen zur Nachnutzung 2012–2015
Nach der Entscheidung des Bundesverteidigungsministeriums zur Schließung mehrerer Bundeswehrstandorte, darunter der Stapelholmer Kaserne, verlängerten die Kreise Schleswig-Flensburg und Nordfriesland Anfang 2012 ihr Konversionsmanagement, das ursprünglich 2011 ausgelaufen wäre. Erste Gespräche zur Nachnutzung der Kaserne mit der für deren Verwaltung und Veräußerung beauftragten Bundesanstalt für Immobilienaufgaben, dem Wirtschaftsministerium des Landes Schleswig-Holstein und der Gemeinde Seeth fanden im März 2012 statt.
Im Juni 2012 fanden Informationsveranstaltungen mit Ideensammlung für die zivile Nachnutzung der Stapelholmer Kaserne in den umliegenden Gemeinden statt. Zuvor waren die Aussichten für eine Konversion aufgrund der ungünstigen Lage des Kasernenareals weitab von Bundesautobahnen kritisch bewertet worden. Eine Ausstellung mit Informationen insbesondere für Investoren zu den Konversionsflächen in den Kreisen Schleswig-Flensburg und Nordfriesland fand im Juni 2013 in Husum statt. Für die Stapelholmer Kaserne wurde ein starkes Interesse konstatiert.
Anfang 2014 wurde eine „Markt- und Standortanalyse Stapelholmer Kaserne“ durch die Wirtschaftsförderungsgesellschaft Nordfriesland vorgelegt.
Durch Fördermittel in Höhe von 350.000 Euro wurde die Finanzierung des Konversionsmanagements im Februar 2015 bis Ende 2017 gesichert.
Im April 2015 kam erneut Kritik an der Schließung des Standortes auf, nachdem bekannt geworden war, dass in die Julius-Leber-Kaserne in Husum 60 Millionen Euro für deren Sanierung fließen werden, hingegen die benachbarte Stapelholmer Kaserne mit erheblichem finanziellem Aufwand bis 2011 bereits modernisiert worden war.
Während die Kasernenanlage zum 30. Juni 2015 geschlossen wurde, bleibt der Standortübungsplatz Seeth in der Krelauer Heide weiter in den Händen der Bundeswehr.

### Erstaufnahmeeinrichtung 2015–2017
Noch vor dem Abzug der Soldaten bezog die Landesregierung Schleswig-Holsteins im April 2015 die Stapelholmer Kaserne in ihre Pläne zur Erhöhung der Erstaufnahmekapazitäten für Flüchtlinge ein. Zugleich wurde die Verlegung der Kreisgrenze bis Ende des Jahres vorgenommen, um die auf Gebiet zweier Kreise und zweier Gemeinden befindliche Liegenschaft in eine einheitliche Zuständigkeit zu bringen. Das Nachnutzungskonzept sah Produzierendes Gewerbe, Bildung, Gesundheit und Kultur vor.
Mitte Juli 2015 wurde durch die Landesregierung entschieden, in der nun leer stehenden Stapelholmer Kaserne eine Erstaufnahmeeinrichtung zu schaffen und diese innerhalb einer Woche mit 500 Asylsuchenden zu beziehen. Die Unterkunft für bis zu 600 Menschen sollte zunächst bis 2017 bestehen.
Im Oktober 2015 wurden Pläne der Landesregierung bekannt, die Kapazität der Erstaufnahmeeinrichtung in der Stapelholmer Kaserne auf 2000 Menschen bis Jahresende zu erhöhen.
Ende 2015 äußerten sich Ralf Stegner (SPD) und der damalige Innenminister Schleswig-Holsteins Stefan Studt (SPD), die in der Stapelholmer Kaserne eingerichtete Erstaufnahmeeinrichtung über 2017 hinaus weiter betreiben zu wollen. Das DRK als Betreiber der Einrichtung beschäftigte Anfang 2016 bereits 65 Mitarbeiter. Doch die zurückgehenden Flüchtlingszahlen führten dazu, dass Ende März 2016 die Erstaufnahmeeinrichtung weitgehend wieder leer stand.

### Initiativen für die Nachnutzung ab 2016
Daher wurden im März 2016 die Aktivitäten für eine anderweitige Nachnutzung der Kaserne wieder intensiviert. Im August 2016 beschloss die Gemeindeverwaltung die Aufstellung der 37. Änderung des gemeinsamen Flächennutzungsplanes der Gemeinden Seeth, Drage, Koldenbüttel, Witzwort, Uelvesbüll und der Stadt Friedrichstadt für das Gebiet südlich der B 202 (Stapelholmer Kaserne) in der Gemeinde Seeth und des Bebauungsplans Nr. 4 für das Gebiet südlich der B 202 (Stapelholmer Kaserne, östlicher Teil) in der Gemeinde Seeth mit dem Ziel der Schaffung eines Technologieparks.
Auf dem leerstehenden Gelände wurden im September 2016 nicht genutzte Wohncontainer, die ursprünglich für asylsuchende Menschen vorgesehen waren, zwischengelagert.
Im Juli 2017 bezog der Zoll für 5 Jahre ein Gebäude der ehemaligen Stapelholmer Kaserne.
Das Landesamt für Ausländerangelegenheiten legte im November 2017 ein neues Standortkonzept für Erstaufnahmeeinrichtungen vor, wonach die Reserveliegenschaft Seeth zum Jahresende aufgegeben werden sollte. Zugleich stellte die Gemeinde die Vorentwürfe der 37. Änderung des Flächennutzungsplans und des Bebauungsplans Nr. 4 vor. Demnach waren 17 Hektar für Gewerbebetriebe zunächst vorgesehen. 14 Hektar des Kasernenareals trugen bereits Biotopcharakter.
Die Gemeindevertretung Seeth beschloss im Februar 2018 die Modifizierung der Aufstellungsbeschlüsse der Änderung des Flächennutzungsplans und des Bebauungsplans dahingehend, dass nunmehr ein Gewerbegebiet auf dem gesamten Kasernengelände vorzusehen ist.
Im Mai 2018 wurde bekannt, dass das Bundesministerium der Verteidigung aufgrund veränderter sicherheitspolitischer Lage die Reaktivierung aufgegebener Standorte prüft. Dies führte erneut zu Irritationen. Das Verteidigungsministerium teilte im Dezember 2018 jedoch mit, nach der Prüfung einer Weiternutzung der Stapelholmer Kaserne zu dem Ergebnis gekommen zu sein, dass hieran kein Interesse besteht.
Anfang 2019 keimte daher die Hoffnung nach Investitionen in der Stapelholmer Kaserne wieder auf: in einen Gewerbe-Energiepark sollten 29 Millionen Euro fließen und hierdurch 170 Arbeitsplätze geschaffen werden. Gleichzeitig interessierte sich das Kraftfahrt-Bundesamt in Flensburg für die Stapelholmer Kaserne. Durch das Maut-Urteil des Europäischen Gerichtshofs zerschlugen sich im Juli 2019 jedoch die Pläne der Ansiedlung einer neuen Außenstelle dieser Behörde mit 600 Arbeitsplätzen in der ehemaligen Kaserne.
Schließlich prüfte Anfang 2019 die Gemeinde Seeth die Einrichtung eines Ärztehauses in einem ehemaligen Sanitätsgebäude der Kaserne.
2020 erlebte die Gemeinde Seeth in ihren Bemühungen um die Konversion der Kaserne zunächst einen Rückschlag: das Land Schleswig-Holstein erhob erneut Anspruch auf das Kasernengelände und die Bundesanstalt für Immobilienaufgaben brach daraufhin die Ausschreibung erneut ab. Ende 2020 wurde dann mitgeteilt, dass das Land den westlichen Teil der Kaserne als Reservefläche behalten möchte, während der östliche Kasernenbereich einer gewerblichen Nutzung zugeführt werden könne. Doch auch zu Jahresbeginn 2021 herrschte hinsichtlich der Zukunft des Areals Unsicherheit. Es gab gegen die Politik der Landesregierung Proteste.